# 典利厝
典利厝，又名本典厝，是位于中国福建省福州市闽清县云龙乡后垅村的一个清代古民居建筑，2019年入选第六批闽清县文物保护单位。
典利厝是当地最典型的古厝建筑，始建于清代，占地约3500平方米，厝内建筑有主座、花厅和护厝，建筑外围有具防御功能带连廊的围墙，挡水脊上有灰塑彩绘，建筑中有木构件雕刻和墀头等华丽的装饰。当地是中科院院士吴孟超的故乡，附近有吴孟超院士馆等建筑。